# Dzsinnahi légitámadás
2017. március 16-án az USA Légierejének egy légi támadása legfeljebb 40 embert megölt a szíriai ellenzék kezén lévő Dzsinnahban, Szíria Aleppó kormányzóságában. Az USA hadereje szerint ők milicistákat támadtak, akik az al-Káidához tartoztak. Z SOHR és a helyi szervezetek szerint azonban a lerombolt épület egy hívőkkel teli mecset volt. Akkoriban az USA azt mondta, ők nem a mecsetet, hanem a mellette lévő épületet támadták, mely viszont nem sérült meg. 2017. május 5-én az USA Központi Parancsnokságának vizsgálata megerősítette, hogy az épület tényleg a mecsetkomplexum része volt. Rami Abdel Rahman, az SOHR vezetője azt mondta, az épület egy 300 embert befogadó mecset volt a támadás időpontjában.

## Áldozatok
42 áldozatról szóltak az SOHR első jelentései, de a csoport március 17-i jelentése szerint az áldozatok száma 49-re emelkedett, miközben a The Guardian jelentéseiben 46 halott szerepel. Az SOHR azt mondta, az áldozatok többsége civil volt, és 100-nál is több ember megsebesült. A Fehérsapkások szerint több tucat ember égett el a támadás után ottmaradt törmelékekben.
A Pentagon egyik szóvivője szerint az al-Káida több tucat harcosa, többek között több nagyra értékelt vezetője is ott volt a holtak között. Egy másik szóvivő azt mondta, az első értékelések szerint a támadásnak nem voltak polgári áldozatai.

## Az USA részvétele
A Bellingcat brit vizsgálóbizottság szerint a helyszínen talált egyik rakétamaradványon latin betűs írás található, melynek formája megegyezik az USA által használt rakétákon található szövegekével. A Szíriai Igazságügyi Intézet olyan fényképeket hozott nyilvánosságra, melyeken amerikai fegyverek darabjai láthatóak a bombázás helyszínén, melyek alapján a brit The Telegraph megállapította, hogy az USA volt a felelős a polgári áldozatokért.
Az USA Központi Parancsnokságának egyik szóvivője, Josh Jacques megerősítette, hogy az USA hajtott végre légi támadást, de azt mondta, a terület „az értékelések alapján az al-Káida találkozási helyszíne volt” és cáfolta, hogy a mecset célpont lett volna vagy az lett volna a lerombolt épület. „Nem támadtunk mecsetre. Az épület, melyre támadtunk – mely megegyezett azzal, ahol a találkozókra sor került – 50 méterre van attól a mecsettől, mely még mindig áll.” A Pentagon egy másik szóvivője, Jeff Davis később pontosított, hogy a célba vett épület egy „részben megépült közösségi központ” volt. Davis hozzátette, hogy a Pentagon által nyilvánosságra hozott fénykép szerint a mecset „viszonylag sértetlen” maradt.
A The Washington Post jelentése szerint két Reaper drón legalább négy Hellfire rakétát lőtt ki, és egy 500 kg-os bombát dobott le a támadás során. A támadás után egy héttel az USA Központi Parancsnoksága két belső vizsgálatot indított, az egyikben azt vizsgálták, hogy öltek-e meg polgári lakosokat, egy másikat pedig azért, hogy megállapítsák, valójában milyen épületet vettek célba. 2017. május 5-én a vizsgálat megállapította, hogy az épület tényleg a mecsetegyüttes része volt.
A Human Right Watch április 18-án nyilvánosságra hozott jelentése szerint "nem találtak azt alátámasztó bizonyítékot, hogy az al-Káida vagy bármely más fegyveres csoport találkozókat tartott volna a mecsetben." A környéken élő helybéliek beszámolója szerint a támadás idején a mecsetben vagy annak környékén nem volt semmilyen fegyveres szervezet egyetlen tagja sem, az áldozatok pedig mind helyi lakosok voltak. A támadásokra elsőként válaszolók szerint az áldozatokon és sérülteken polgári ruha volt, a helyszínen pedig nem láttak fegyvereket. A Human Rights Watch megjegyezte: „az USA hivatalai eddig semmi olyan információt nem hoztak nyilvánosságra, mely az ú álláspontjukat támasztaná alá.”

## Reakciók
- Oroszország – Szergej Kuzsugetovics Sojgu védelmi miniszter miután megjelentek az interneten az amerikai rakéták maradványairól készült fényképek, sürgette, hogy Amerika adjon választ a helyzetre.[18]